# Craiova

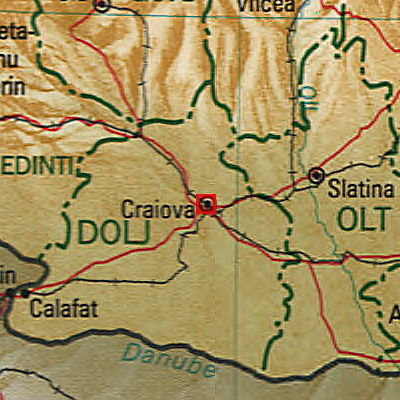
Craiova (rotes Viereck) – Rumänien – Nachbarorte: Slatina, Calafat, Widin (Bulgarien)

Craiova ([kraˈjova] ; historisch auch Krajowa) ist die größte Stadt in der historischen Region Kleine Walachei, Hauptstadt des Kreises Dolj und Sitz der Planungsregion Südwest in Rumänien. Sie liegt etwa 225 Kilometer westlich von Bukarest.

## Lage
Craiova liegt im Westen der Walachischen Tiefebene, am linken Ufer des Flusses Jiu (Schil). Die Grenze nach Serbien liegt etwa 80 Kilometer westlich der Stadt, die Grenze zu Bulgarien etwa 70 Kilometer südwestlich von Craiova.

## Geschichte
Auf dem Gebiet der heutigen Stadt bestand seit etwa 400–350 v. Chr. eine dakische Siedlung mit dem Namen Pelendava. Zu Beginn des 2. Jahrhunderts n. Chr. errichteten die Römer hier ein Lager. Dieses ist in der Tabula Peutingeriana aufgeführt. Im Stadtgebiet wurden Reste des römischen Kastells ausgegraben.
Der Name Craiova kommt aus dem Slawischen und bedeutet etwa „Königsstadt“. Craiova wird erstmals zur Zeit des walachischen Fürsten Vladislaw II., der von 1448 bis 1456 regierte, erwähnt. Es war seit der Regierung des Fürsten Vlad Călugărul (1482–95) die Residenz des Ban von Craiova. Die Herrscher gehörten der Adelsfamilie Craiovești an, aus der mehrere Fürsten der Walachei hervorgingen. Zu ihrem Besitz gehörten mehr als 100 Dörfer in der Kleinen Walachei. Von 1718 bis 1738 gehörte Craiova zu Österreich. 1735 lebten in Craiova ca. 4.000 Einwohner. 1801 wurde es von den Türken geplündert. 1831 endete die Existenz des Banats von Craiova. 1858 vereinigten sich die Fürstentümer Walachei und Moldau. Damit verlor Craiova seine Funktion als traditionelle zweite Hauptstadt des Fürstentums Walachei neben Bukarest. Die Stadt war jedoch ein bedeutendes Handelszentrum und zum Zeitpunkt der Vereinigung mit 25.000 Einwohnern die zweitgrößte Stadt des Landes nach Bukarest.
Im Ersten Weltkrieg war Craiova von 1916 bis 1918 von deutschen und österreichisch-ungarischen Truppen besetzt.
Im Zweiten Weltkrieg kam es bei Craiova zu einem schweren Eisenbahnunfall: Am 2. November 1944 stießen ein Militär- und ein Güterzug zusammen. 60 Menschen starben, 100 wurden darüber hinaus verletzt.

## Industrie und Handwerk
Lange Zeit war die Stadt von Handwerk und kleinen Produktionsstätten geprägt. Die Industrialisierung begann 1949 mit der Gründung des Lokomotivbauers Electroputere. Unter dem Regime von Nicolae Ceaușescu entstand daraus 1981 die Oltcit S.A., ein Joint Venture von Citroën und dem rumänischen Staat. In den 1990er Jahren übernahm Daewoo das Oltcit-Werk. Heute fertigt Ford Romania neben 1,0-Liter-EcoBoost-Motoren verschiedene Ford-Modelle.
Seit 1999 existiert die Lokomotivfabrik Softronic.

## Bevölkerung
Die Stadt hatte zur Volkszählung 2002 302.601 Einwohner. Davon waren etwa 292.000 Rumänen, 9000 Roma und je 200 Ungarn, Griechen, Italiener und Deutsche.
Die durchschnittliche jährliche Bevölkerungsentwicklung beträgt −0,8 %. 13,7 % der Menschen sind erwerbslos. 15,5 % der Bevölkerung sind unter 15 Jahren, 3,0 % sind über 75 Jahre alt.
Im Januar 2011 betrug die Zahl der Einwohner 269.506; 2021 hatte Craiova geschätzt 246.400 Einwohner.

## Verkehr
Craiova ist ein wichtiger Eisenbahnknotenpunkt im Südwesten Rumäniens. Von der Stadt aus führen Bahnstrecken nach Orșova, Calafat, Pitești und Bukarest. Durch die Stadt verlaufen die Europastraßen 70 und 79. Sieben Kilometer östlich des Stadtzentrums liegt der Flughafen Craiova.
Innerstädtischer Personennahverkehr wird durch die 1987 eröffnete Straßenbahn Craiova sowie ein Busliniennetz bereitgestellt.

## Sehenswürdigkeiten
Im Sommer 2014 wurde das historische Stadtzentrum Craiovas saniert und für Fußgänger freigegeben. Die meisten Sehenswürdigkeiten der Stadt befinden sich in dieser Gegend:
- Haus der Bane (Casa Băniei), 1699 unter dem Fürsten Constantin Brâncoveanu errichtet. Ältester Profanbau der Stadt. Von 1718 bis 1738 Sitz der österreichischen Verwaltung.
- Kirche des Heiligen Demetrius (Biserica Sfântul Dumitru), 1651 unter dem Fürsten Matei Basarab erbaut.
- Kirche des Heiligen Ilias (Biserica Sfântul Ilie), 1720 unter dem Grafen Ilie Otetelisanu erbaut.
- Kunstmuseum, in einem Palais im französischen Neobarockstil. Es zeigt Gemälde von Nicolae Tonitza, Nicolae Grigorescu und anderen rumänischen Malern, aber auch Werke der holländischen, flandrischen, französischen und italienischen Schulen, sowie die berühmte Skulptur „Der Kuss“ von Constantin Brâncuși.
- Hotel Minerva, Anfang des 20. Jahrhunderts in einem bizarren Stilgemisch aus Neugotik und Jugendstil erbaut.
- Hauptgebäude der Universität Craiova, 1890 als Justizpalast im neoklassizistischen Stil erbaut. Seit 1966 Sitz der Universität, die durch den Fußballverein Universitatea Craiova zeitweise auch international bekannt war.
- Das „Elena Cuza“ National College, gegründet 1833 unter dem Namen „Mädchenpensionat Lazaro – Otetelisanu“ von Iordache Otetelisanu, als erstes Mädchenpensionat des Landes.
- Präfektur, Verwaltungssitz des Kreises Dolj, ein imposantes Gebäude, das 1907 bis 1910 im typisch rumänischen Neo-Brâncoveanu-Stil erbaut wurde.
- Nationaltheater, ein modernes Gebäude aus den 1970er Jahren.
- Opernhaus (Teatrul de Operă și Operetă Elena Teodorini)
- Philharmonie (Filarmonica Oltenia)
- Romanescu-Park, ein 90 Hektar großer Landschaftspark, angelegt nach den Plänen des Pariser Architekten E. Redont, der 1900 auf der Weltausstellung in Paris die Goldmedaille erhielt.
- Das Ion-Oblemenco-Stadion

## Persönlichkeiten

### Mit der Stadt verbunden
- Mihai Viteazul (Michael der Tapfere) war Fürst der Walachei (1593–1601), von Siebenbürgen (1599–1600), und der Moldau 1600
- Petrache Poenaru (1799–1875), Erfinder des Füllfederhalters
- Theodor Aman (1831–1891), Maler
- Gheorghe Țițeica (1873–1939), Mathematiker
- Maria Iliescu (1927–2020), Romanistin
- Ion Horațiu Crișan (1928–1994), Historiker
- Vasile Bulucea (1931–2008), Politiker
- Silviu Lung (* 1956), Fußballspieler, Ehrenbürger
- Ilie Balaci (1956–2018), Fußballspieler und -trainer
- Aurel Țicleanu (* 1959), Fußballspieler, Ehrenbürger

## Städtepartnerschaften
Craiova unterhält partnerschaftliche Beziehungen mit:
- Nanterre, Frankreich seit 1970
- Kuopio, Finnland seit 1992
- Skopje, Mazedonien seit 1995
- Wraza, Bulgarien seit 1998
- Shiyan, China seit 1999

und Freundschaftsbeziehungen mit:
- Lyon, Frankreich seit 1991
- Uppsala, Schweden seit 1999

## Klimatabelle
|                       | Jan  | Feb  | Mär  | Apr  | Mai  | Jun  | Jul  | Aug  | Sep  | Okt  | Nov | Dez  |   |      |
| Mittl. Tagesmax. (°C) | 1,5  | 4,2  | 10,0 | 17,3 | 22,9 | 26,2 | 28,5 | 28,2 | 24,5 | 17,7 | 9,6 | 3,5  | ⌀ | 16,2 |
| Mittl. Tagesmin. (°C) | −5,6 | −3,3 | 0,7  | 5,7  | 10,9 | 13,8 | 15,7 | 15,3 | 11,8 | 6,2  | 1,6 | −2,5 | ⌀ | 5,9  |
|                       |      |      |      |      |      |      |      |      |      |      |     |      |   |      |
| Niederschlag (mm)     | 38   | 39   | 41   | 52   | 64   | 74   | 55   | 46   | 37   | 36   | 53  | 47   | Σ | 582  |
|                       |      |      |      |      |      |      |      |      |      |      |     |      |   |      |
| Sonnenstunden (h/d)   | 2,3  | 3,0  | 4,6  | 6,3  | 8,1  | 9,1  | 10,2 | 9,4  | 7,5  | 5,5  | 3,1 | 2,3  | ⌀ | 6    |
|                       |      |      |      |      |      |      |      |      |      |      |     |      |   |      |
| Regentage (d)         | 7    | 7    | 7    | 8    | 9    | 8    | 6    | 5    | 5    | 4    | 8   | 7    | Σ | 81   |
|                       |      |      |      |      |      |      |      |      |      |      |     |      |   |      |
| Luftfeuchtigkeit (%)  | 89   | 87   | 81   | 75   | 75   | 75   | 73   | 72   | 73   | 80   | 88  | 91   | ⌀ | 79,9 |

| −5,6 |

| −3,3 |

| 0,7 |

| 5,7 |

| 10,9 |

| 13,8 |

| 15,7 |

| 15,3 |

| 11,8 |

| 6,2 |

| 1,6 |

| −2,5 |

| −5,6 |

| −3,3 |

| 0,7 |

| 5,7 |

| 10,9 |

| 13,8 |

| 15,7 |

| 15,3 |

| 11,8 |

| 6,2 |

| 1,6 |

| −2,5 |